# Florinda Meza
Pour les articles homonymes, voir Meza.
Florinda Meza Garcia (8 février 1949 à Juchipila, dans l'État de Zacatecas au Mexique - ) est une actrice, scénariste et productrice télévisuelle mexicaine, surtout connue pour avoir interprété le personnage de Doña Florinda dans la série télévisée El Chavo del Ocho, créée par Chespirito.

## Biographie
Florinda Meza a également participé régulièrement à la série El Chapulin Colorado.
Elle a aussi joué dans les telenovelas La dueña, Milagro y magia et Alguna vez tendremos alas.
Le 19 novembre 2004, elle a épousé Roberto Gómez Bolaños, dit Chespirito.